# Más Enamorada Con Banda
Lucero, mexikói énekesnő 2018 májusában kiadott lemeze, mely hatalmas sikert aratott. A CD-n a legsikeresebb a Necesitaría című dal.

## Dalok
1. Necesitaría
2. Y Ahora Te Vas
3. Un Corazón Enamorado
4. Secreto De Amor
5. Aquella Noche
6. Ven Devórame Otra Vez
7. A Pesar De Todo
8. Quédate Conmigo Esta Noche
9. Me Gustaría
10. Diséñame
11. Será Porque Te Amo
12. Si Quieres Ser Mi Amante
13. Morenita De Ojos Buenos

## További információ
YouTube csatorna
Spotify
Google Play